# Tudwal ap Rhun
Tudwal ap Rhun était un roi breton de l'Île de Man  du VIe siècle. 
Tudwal ou Tutgual II est issu de la lignée des princes brittoniques qui règnent sur  l'Île de Man, fils de Rhun ap Neithon et père d' Anllech
Sa généalogie est détaillée dans les Harleian genealogies:  Mermin map Anthec map Tutagual(II) map Run map Neithon map Senill map Dinacat map Tutagual(I) map Eidinet map Anthun map Maxim guletic qui occidit gratianum regem romanorum
et dans le manuscrit des Généalogies du Jesus College MS. 20:  Meruyn mawr m Kyuyn m Anllech m Tutwal (II) m Run m Neidaon m Senilth hael. Tryd hael or gogled. Senilth m Dingat m Tutwal (I) m Edneuet m Dunawt m Maxen wledic. val y mae vchot. 